# Roca del Llop
La Roca del Llop  és una muntanya de 1.943 metres que es troba al municipi de Lles de Cerdanya, a la comarca de la Baixa Cerdanya.